# Balázs István (színművész)
Balázs István (Páka, 1902. április 14. – Budapest, 1976. január 1.) magyar színész.

## Életpályája
A Zala vármegyei Pákán született 1902. április 14-én. Színészként az Országos Színészegyesület színiiskolájában végzett 1922-ben, pályáját vidéki társulatoknál kezdte. 1924 és 1929 között Szlovákiában, majd a következő öt évben Erdély nagyvárosaiban szerepelt. 1935-től Budapesten játszott, az Erzsébetvárosi Színházhoz szerződött, főleg operettekben szerepelt bonvivánként. 1940 és 1944 között az OMIKE Művészakció előadásain szerepelt. 1945-től nyugdíjazásáig, 1966-ig a Fővárosi Operettszínház tagja volt.

## Fontosabb színházi szerepei
- Josef Pavek – Ivo Havlu: Jó éjt Bessy!... Campbell, szenátor
- Frederick Loewe – Alan Jay Lerner: My Fair Lady... Boxington lord
- Johann Strauss: Bécsi diákok... Császári tiszt
- Jacques Offenbach: Szép Heléna... Karvezető
- Jurij Szergejevics Miljutyin: Havasi kürt... Prokop
- Iszaak Oszipovics Dunajevszkij: Szabad szél... Rendőrfőnök
- Csizmarek Mátyás – Fényes Szabolcs: Csintalan csillagok... Pincér
- Csizmarek Mátyás – Vincze Ottó: Boci-boci tarka... Kosorrú Lázár
- Fényes Szabolcs: Maya... Gorilla
- Kálmán Imre: Cirkuszhercegnő... Mister X.
- Kálmán Imre: Csárdáskirálynő... Edvin
- Kálmán Imre: Montmartre-i ibolya... Frascatti, hadügyminiszter
- Lehár Ferenc: A mosoly országa... Lichtenfels gróf
- Lehár Ferenc: Luxemburg grófja... Lord Winchester
- Jacobi Viktor: Sybill... Nagyherceg
- Jacobi Viktor: Leányvásár... Simpson, börtönőr
- Barabás Tibor – Semsei Jenő – Vincze Ottó – Romhányi József: Budai kaland... Birnbaum, városi tanácsnok
- Kerekes János – Romhányi József: Kard és szerelem... Fekete bika, kocsmahős
- Mikszáth Kálmán – Semsei Jenő – Benedek András: Szelistyei asszonyok... Kassai, udvaronc
- Tabi László: Valahol, délen... ...Gál, mulatótulajdonos

## Filmek, tv
- Beszterce ostroma (1948)
- Vörös tinta (1960)
- Zsuzsi (1960)
- Un Fair Lady (1966)
- Irány Mexikó! (1968)
- A ló is ember (1968)
- Aranyborjú (1975)
- Megtörtént bűnügyek (sorozat)

- Gyilkosság Budán című rész (1974)